# Slavko Goluža
Slavko Goluža (* 17. September 1971 in Pješivac-Kula bei Stolac/Jugoslawien) ist ein kroatischer Handballtrainer und ehemaliger Handballspieler. Der 1,95 m große Goluža wurde zu seiner aktiven Zeit meist auf der Rückraummitte eingesetzt. Im Jahr 2001 wurde er zu Kroatiens Handballer des Jahres gewählt.

## Karriere
Slavko Goluža wurde als Sohn von bosnisch-herzegowinischen Kroaten in der Nähe von Stolac geboren. In seiner Jugend wurde er vom Spitzenclub RK Zagreb entdeckt, für den er auch in der ersten kroatischen Liga debütierte. Mit den Hauptstädtern gewann er 1991, 1992, 1993, 1994, 1995, 1996, 1997 und 1998 die kroatische Meisterschaft und den kroatischen Pokal sowie als Höhepunkt 1992 und 1993 den Europapokal der Landesmeister und 1993 den europäischen Supercup. Mit diesen Empfehlungen wechselte er 1998 in die deutsche Handball-Bundesliga zum TuS Nettelstedt-Lübbecke. In Deutschland fühlte er sich allerdings nicht wohl, sodass er nach nur einem Jahr in seine Heimat zurückkehrte und sich dem RK Metković Jambo anschloss. Zwar schaffte er es mit diesem Verein nie, an seinem alten Verein Zagreb vorbeizukommen, dafür gewann er allerdings 2000 sowie 2001 den kroatischen Pokal und 2000 den EHF-Pokal; 2001 zog sein Team noch einmal ins Finale dieses Wettbewerbs ein. 2002 wagte er den zweiten Sprung ins Ausland, diesmal zu Paris HB nach Frankreich. Nach einem erfolglosen Jahr bei den Hauptstädtern zog er 2003 weiter zu Fotex Veszprém nach Ungarn, wo er 2004 nationale Meisterschaft und Pokal gewann. Schließlich kehrte er zu seinem alten Verein RK Zagreb zurück, wo er 2005 und 2006 noch einmal Meisterschaft und Pokal gewann und seine Karriere ausklingen ließ.
Slavko Goluža bestritt 204 Länderspiele für die kroatische Männer-Handballnationalmannschaft. Mit seinem Land wurde er bei der Handball-Weltmeisterschaft der Männer 2003 in Portugal Weltmeister, bei den Weltmeisterschaften 1995 auf Island und 2005 in Tunesien gewann er jeweils Silber. Bei den Olympischen Spielen 1996 in Atlanta sowie 2004 in Athen gewann er Gold. Goluža war lange Jahre lang Kapitän seines Teams.
2006 beendete er seine Karriere und wurde Assistenztrainer von Lino Červar bei der kroatischen Nationalmannschaft. Im Juli 2010 übernahm er das Amt von Lino Červars, als Nationaltrainer der kroatischen Nationalmannschaft. Im April 2012 wurde er zusätzlich Interimstrainer von RK Zagreb. Nach dem Ende der Saison 2012/13 gab er das Traineramt von Zagreb ab. Kroatien gewann unter seiner Leitung die Bronzemedaille bei den Olympischen Spielen 2012 in London. Im Februar 2015 gab er das Traineramt der kroatischen Nationalmannschaft ab. Im April 2017 übernahm Goluža erneut das Traineramt von RK Zagreb, bevor er zur Saison 2017/18 den slowakischen Erstligisten HT Tatran Prešov übernahm. Unter seiner Leitung gewann Prešov 2018, 2019 und 2021 die slowakische Meisterschaft sowie 2018 den slowakischen Pokal. Im Dezember 2021 wurde er durch Radoslav Antl ersetzt. Im November 2022 übernahm Goluža zum dritten Mal RK Zagreb, die er bis September 2023 trainierte. Unter seiner Leitung gewann Zagreb 2023 die kroatische Meisterschaft. Seit Januar 2025 trainiert er den kroatischen Erstligisten GRK Varaždin.